# Dub Lachtna mac Máele Gualae
Dub Lachtna mac Máele Gualae (mort en 895),  est un roi de Munster issu des Eóganacht Chaisil une branche des Eóganachta, la famille royale du Munster. cette branche,de la dynastie avait ses domaines autour de  Cashel région du comté de  Tipperary.  Il règne de 888 à 895.

## Origine incertaine
Il appartient au Clann Faílbe il est le fils du roi Máel Gualae mac DonngaileIl et  accède au trône après la mort de son parent
Dúnchad mac Duib-dá-Bairenn, fils de Crundmáel  . Ce dernier  est présenté alternativement dans les généalogies comme l'oncle de Tnúthgal mac Donngaile ou comme son frère, tous deux étant les fils de Fogartach mac Fáilbe Fland fils du fondateur du Clan

## Règne
Les Annales d'Innisfallen mentionnent simplement son accession au trône après la mort de son parent Dúnchad mac Duib-dá-Bairenn   ainsi que sa mort en 895 

## Sources
- (en) Francis John Byrne, Irish Kings and High-Kings, Londres, Batsford, 1973 (ISBN 0-7134-5882-8)
- (en) T.W Moody, F.X. Martin, F.J. Byrne, A New History of Ireland IX Maps, Genealogies, Lists. A companion to Irish History part II, Oxford, Oxford University Press, 2011, 690 p. (ISBN 978-0-19-959306-4)